# Film islandesi proposti per l'Oscar al miglior film straniero
A partire dal 1981 l'Islanda ha cominciato a presentare film all'Academy of Motion Picture Arts and Sciences che lo rappresentassero all'Oscar come miglior film di lingua straniera.
L'unico film ad aver conquistato una nomination finora è Figli della natura di Friðrik Þór Friðriksson, nel 1992.
La scelta viene effettuata dall'Icelandic Film and Television Academy e viene generalmente comunicata in settembre.
| Anno | Film                                                             | Regia                       | Risultato     |
| ---- | ---------------------------------------------------------------- | --------------------------- | ------------- |
| 1981 | Land og synir                                                    | Ágúst Guðmundsson           | Non candidato |
| 1982 | Útlaginn                                                         | Ágúst Guðmundsson           | Non candidato |
| 1983 | Okkar á milli                                                    | Hrafn Gunnlaugsson          | Non candidato |
| 1984 | Húsið: Trúnaðarmál                                               | Egill Eðvarðsson            | Non candidato |
| 1985 | Hrafninn flýgur                                                  | Hrafn Gunnlaugsson          | Non candidato |
| 1986 | Skammdegi                                                        | Þráinn Bertelsson           | Non candidato |
| 1987 | Eins og skepnan deyr                                             | Hilmar Oddsson              | Non candidato |
| 1988 | Skytturnar                                                       | Friðrik Þór Friðriksson     | Non candidato |
| 1989 | Í skugga hrafnsins                                               | Hrafn Gunnlaugsson          | Non candidato |
| 1990 | Kristnihald undir jökli                                          | Guðný Halldórsdóttir        | Non candidato |
| 1991 | Ævintýri Pappírs Pésa                                            | Ari Kristinsson             | Non candidato |
| 1992 | Börn náttúrunnar                                                 | Friðrik Þór Friðriksson     | Candidato     |
| 1993 | Svo á jörðu sem á himni                                          | Kristín Jóhannesdóttir      | Non candidato |
| 1994 | Hin helgu vé                                                     | Hrafn Gunnlaugsson          | Non candidato |
| 1995 | Bíódagar                                                         | Friðrik Þór Friðriksson     | Non candidato |
| 1996 | Tár úr steini                                                    | Hilmar Oddsson              | Non candidato |
| 1997 | Djöflaeyjan                                                      | Friðrik Þór Friðriksson     | Non candidato |
| 1998 | Blossi/810551                                                    | Júlíus Kemp                 | Non candidato |
| 1999 | Stikkfrí                                                         | Ari Kristinsson             | Non candidato |
| 2000 | Ungfrúin góða og húsið                                           | Guðný Halldórsdóttir        | Non candidato |
| 2001 | Englar alheimsins                                                | Friðrik Þór Friðriksson     | Non candidato |
| 2002 | Mávahlátur                                                       | Ágúst Guðmundsson           | Non candidato |
| 2003 | Il mare (Hafið)                                                  | Baltasar Kormákur           | Non candidato |
| 2004 | Nói albinói                                                      | Dagur Kári                  | Non candidato |
| 2005 | Kaldaljós                                                        | Hilmar Oddsson              | Non candidato |
| 2006 | Í takt við tímann                                                | Ágúst Guðmundsson           | Non candidato |
| 2007 | Börn                                                             | Ragnar Bragason             | Non candidato |
| 2008 | Mýrin                                                            | Baltasar Kormákur           | Non candidato |
| 2009 | Brúðguminn                                                       | Baltasar Kormákur           | Non candidato |
| 2010 | Reykjavík-Rotterdam                                              | Óskar Jónasson              | Non candidato |
| 2011 | Mamma Gógó                                                       | Friðrik Þór Friðriksson     | Non candidato |
| 2012 | Eldfjall                                                         | Rúnar Rúnarsson             | Non candidato |
| 2013 | The Deep (Djúpið)                                                | Baltasar Kormákur           | Short-list    |
| 2014 | Storie di cavalli e di uomini (Hross í oss)                      | Benedikt Erlingsson         | Non candidato |
| 2015 | Vonarstræti                                                      | Baldvin Zophoníasson        | Non candidato |
| 2016 | Rams - Storia di due fratelli e otto pecore (Hrútar)             | Grímur Hákonarson           | Non candidato |
| 2017 | Passeri (Þrestir)                                                | Rúnar Rúnarsson             | Non candidato |
| 2018 | L'albero del vicino (Undir trénu)                                | Hafsteinn Gunnar Sigurðsson | Non candidato |
| 2019 | La donna elettrica (Kona fer í stríð)                            | Benedikt Erlingsson         | Non candidato |
| 2020 | A White, White Day - Segreti nella nebbia (Hvítur, hvítur dagur) | Hlynur Pálmason             | Non candidato |
| 2021 | Agnes Joy                                                        | Silja Hauksdóttir           | Non candidato |
| 2022 | Lamb                                                             | Valdimar Jóhannsson         | Short-list    |
| 2023 | Berdreymi                                                        | Guðmundur Arnar Guðmundsson | Non candidato |
| 2024 | Godland - Nella terra di Dio (Vanskabte land)                    | Hlynur Pálmason             | Short-list    |
| 2025 | Touch                                                            | Baltasar Kormákur           | Short-list    |

| Non candidato  | Il film è stato proposto, ma non è stato candidato dall'Academy of Motion Picture Arts and Sciences.                       |
| Short-list     | Il film è entrato nella "short-list" stilata a gennaio dei nove candidati per l'Oscar al miglior film straniero            |
| Candidato      | Il film è entrato a far parte dei cinque candidati per l'Oscar al miglior film straniero.                                  |
| Vincitore      | Il film ha vinto l'Oscar al miglior film straniero.                                                                        |
| Oscar speciale | Il film ha vinto l'Oscar speciale assegnato tra il 1948 ed il 1956, periodo di tempo in cui non esisteva ancora il premio. |